# Orsocoma
Orsocoma é um gênero de mariposa pertencente à família Acrolepiidae.